# 海恩斯章克申
海恩斯章克申 是加拿大育空地區的一個鎮。他位於阿拉斯加公路和海恩斯高速公路的交界處，並因此得名。根據2006年人口普查，該鎮共有589人。